# Elena Semikina
Elena Semikina (Chișinău, 8 settembre 1983) è una modella canadese.
È stata incoronata Miss Universo Canada 2010 a Toronto, Ontario, il 14 giugno 2010. In precedenza si era piazzata nella top 10 nell'edizione del 2008
Al momento dell'incoronazione, la Semikina stava completando i suoi studi presso l'Università di York alla facoltà di marketing e finanza.
Ha successivamente rappresentato il Canada in occasione del concorso di bellezza internazionale Miss International 2008 che si è tenuto a Macao l'8 novembre 2008 ed a Miss Universo 2010 che si è tenuto a Las Vegas nel Nevada, il 23 agosto 2010.
A gennaio 2020, le autorità canadesi hanno accusato Semikina di aver molestato il suo ex fidanzato Drew Taylor e la sua attuale moglie Jennifer per cinque anni. Semikina avrebbe minacciato entrambi di lesioni corporali, di sollevare false accuse contro Taylor a meno che non l'avesse supportata nella sua carriera cinematografica, e di ucciderlo. Il caso è ancora in corso.